# Grande Prêmio da Austrália de 1990
Resultados do Grande Prêmio da Austrália de Fórmula 1 realizado em Adelaide em 4 de novembro de 1990. Décima sexta etapa do campeonato, foi vencido pelo brasileiro Nelson Piquet, da Benetton-Ford, que subiu ao pódio ladeado por Nigel Mansell e Alain Prost, pilotos da Ferrari. Neste dia a categoria atingiu 500 corridas realizadas.

## Resumo

### Assunto interminável
Um acidente no Grande Prêmio do Japão de 1990 decidiu o título mundial em favor de Ayrton Senna, mas o ocorrido nesta prova ainda repercute na Fórmula 1 como se a prova em Suzuka fosse uma "batalha sem fim" entre o brasileiro e Alain Prost, autor de uma manobra similar contra Senna no Grande Prêmio do Japão de 1989 num lance igualmente controverso que garantiu o tricampeonato mundial ao francês. O capítulo mais recente dessa cizânia envolveu uma entrevista de Ayrton Senna a Jackie Stewart a convite da Nine Network, emissora australiana responsável por transmitir a Fórmula 1. Nela o britânico foi incisivo: "Você é, dos últimos campeões mundiais, o piloto que mais se envolveu em acidentes com outros carros. Como você explica isso?". Depois de alguns momentos em silêncio, Ayrton Senna respondeu: "Fico muito surpreso que uma pergunta como essa venha de você, um grande campeão e um homem que conhece a fundo o automobilismo. A Fórmula 1 hoje é muito mais competitiva do que em seu tempo. E nem sempre eu bato. Às vezes, batem em mim".
A melhor descrição quanto ao teor da entrevista ocorreu algum tempo depois quanto Jackie Stewart foi aos boxes da McLaren e tão logo foi notado por Ayrton Senna soube que este não gostou da entrevista feita por Stewart pois, segundo o piloto brasileiro, a mesma não foi justa. Em sua defesa o ex-piloto britânico afirmou que apenas emitira sua opinião e não cometera qualquer injustiça. Inconformado, Senna recordou o Grande Prêmio da Austrália de 1989 quando Stewart teria dito, em outras palavras, que o acidente no Japão naquele ano fora culpa do brasileiro. Neste momento, Ron Dennis retirou-se do local por alguns instantes e ao retornar trazia consigo uma foto ilustrativa do caso em questão para provar as alegações de seu piloto. Entre um momento e outro, a irritação de Senna o fez declarar ter perdido o respeito pelas opiniões de Stewart daquele momento em diante. Fleumático, o tricampeão mundial tentou contra-argumentar por duas vezes, mas Ayrton Senna estava irredutível e deixou o local bradando: "Você quer explicar, mas eu não quero ouvir!", no que Jackie Stewart replicou: "Você tem a sua opinião, eu a minha".
Conforme a Ferrari brandia sua insatisfação com a maneira que o campeonato foi decidido, a Federação Internacional de Automobilismo Esportivo (FISA) anunciou a criação de uma Comissão de Inquérito para avaliar as condições de segurança do campeonato e a conduta disciplinar dos pilotos no momento das disputas, ideia recebida com ceticismo por Alain Prost. "Comunicados eu já li 250 mil desde que comecei a correr. Espero os atos", disse ele. Em tese, a ideia de um novo regulamento disciplinar é meritória e não se restringiria a Fórmula 1, contudo as atitudes nada isentas de Jean-Marie Balestre em relação a Ayrton Senna deixam ressabiados os críticos do controverso dirigente, embora a falta de punição a Alain Prost pelo acidente no Japão em 1989 deixe o brasileiro tranquilo quanto ao título conquistado um ano depois no mesmo local e em circunstâncias afins. Irritadiço, Prost abandonou o briefing dos pilotos na manhã da corrida quando os comissários da FISA anunciaram uma "punição severa" a quem provocasse um acidente na primeira passagem pela chicane, algo descartado há duas semanas no Grande Prêmio do Japão. Questionado sobre o porquê de sua decisão, Prost nada falou.
Ao final da prova, Nelson Piquet retomou o assunto de forma espontânea: "Eu gostaria de responder, por Alain. A FISA tinha prometido a nós tomar medidas contra os pilotos que dirigem perigosamente. O que Ayrton fez com Alain em Suzuka não foi justo. O acidente não ocorreu na curva, mas ainda no final da reta. Como a FISA não fez nada, Alain se retirou" (da reunião dos pilotos), disse o tricampeão antes de encerrar o assunto nos boxes da Benetton: "Não dá para continuar desse jeito. A gente indo para a pista, sabendo que uma coisa como essa pode voltar a acontecer e nada se faz. A FISA tinha que tomar alguma medida contra Ayrton, pelo que aconteceu em Suzuka".
Embora a animosidade entre os campeões brasileiros seja de conhecimento público, as declarações de Piquet não têm relação com o título conquistado por seu rival após o acidente em Suzuka há duas semanas e sim com a defesa de uma sanção a ele conforme os ritos previstos em regulamento vigente, afastando-se da truculência empregada por Jean-Marie Balestre na famigerada decisão de 1989 quando as regras da competição foram conspurcadas pelo dirigente. "A única coisa que não pode acontecer é eles saírem por aí, desclassificando pilotos ou mudando resultados. O campeonato é do Ayrton e sobre isso não há mais o que dizer. Acabou, ponto final", declarou Nelson Piquet dias antes da prova para em seguida arrematar: "Eu posso até achar que ele poderia ter evitado a batida, mas se alguma coisa aconteceu de errado, teria que ser considerada antes da bandeirada final".

### 500 vezes Fórmula 1
Para celebrar a quingentésima corrida de sua história, a Fórmula 1 reuniu sete campeões mundiais na pista de Adelaide e assim a imprensa captou imagens onde Juan Manuel Fangio, Jack Brabham, Denny Hulme, Jackie Stewart, James Hunt, Nelson Piquet e Ayrton Senna surgiram lado a lado numa cena para a posteridade. Tal grupo poderia ser maior, mas a mágoa de Alain Prost falou mais alto e este preferiu não aparecer em nenhuma imagem junto a seu figadal inimigo, Ayrton Senna. Por outro lado, oito campeões mundiais não compareceram às festividades: Phil Hill, John Surtees, Emerson Fittipaldi, Niki Lauda, Mario Andretti e Jody Scheckter, mas para o público, duas ausências foram especialmente sentidas: Alan Jones, ídolo australiano, e Keke Rosberg, vencedor da primeira corrida de Fórmula 1 realizada no país, o Grande Prêmio da Austrália de 1985.
Outro personagem de relevo nesta comemoração é o italiano Riccardo Patrese. Presente na Fórmula 1 desde o Grande Prêmio de Mônaco de 1977 quando estreou pela Shadow, o veterano chegará no Grande Prêmio da Austrália à marca de 208 corridas disputadas, o equivalente a 41,6% de todos os Grandes Prêmios realizados até hoje, sem dúvida um número robusto e imponente.

### McLaren sai na frente
Ayrton Senna marcou o melhor tempo na sexta-feira sete décimos adiante de Alain Prost, mas por conta da sujeira no Circuito de Adelaide foi preciso uma dose adicional de esforço e cuidado a fim de melhorarem os tempos, circunstância que favoreceu o brasileiro da McLaren a confirmar sua quinquagésima segunda pole position no sábado com o tempo registrado na véspera com Gerhard Berger ao seu lado na primeira fila para a satisfação de Ron Dennis deixando a Ferrari na segunda fila com Nigel Mansell à frente de Alain Prost enquanto Jean Alesi pôs sua Tyrrell em quinto lugar adiante da Williams de Riccardo Patrese e dos carros da Benetton, guidos pelos brasileiros Nelson Piquet e Roberto Moreno.
Para o público local a presença de David Brabham em vigésimo quinto no grid de largada pilotando uma Brabham, equipe fundada em 1961 por seu pai, Jack Brabham, em sociedade com Ron Tauranac, trouxe mais nostalgia e simbolismo para este evento festivo de 500 Grandes Prêmios na história da Fórmula 1.

### Vitória de Nelson Piquet
Os quatro primeiros colocados mantiveram as posições do grid no momento da largada sob a liderança de Ayrton Senna, mas na volta seguinte a dobradinha da McLaren foi pelos ares quando Nigel Mansell colocou sua Ferrari em segundo enquanto Berger caiu para terceiro adiante de Alain Prost e de um surpreendente Nelson Piquet em quinto lugar pela Benetton com Riccardo Patrese fechando a zona de pontuação em sua Williams. Graças às longas retas do circuito, a força do motor Honda manteve Senna em primeiro lugar e o brasileiro soube negociar com os retardatários de modo a aumentar sua vantagem em relação a Mansell, este forçado a exigir tudo de seu carro para acompanhar o bólido do rival. Nove voltas depois da largada, Nelson Piquet estava em terceiro após ultrapassar Prost ao frear no final do retão e pouco depois suplantou Berger. Definidas as primeiras posições, o trio de líderes permaneceu nessas posições até a quadragésima quinta volta quando os pneus macios de Mansell desgastaram-se e o britânico foi superado por Piquet.
Estabeleceu-se uma dobradinha brasileira com Senna liderando com vinte e cinco segundos de vantagem sobre Piquet enquanto Berger vinha em terceiro adiante de Prost e Mansell, mas na volta 57 a dupla da Ferrari já havia superado o austríaco da McLaren e esta nem foi a pior notícia do dia para a equipe de Woking, pois o carro de Senna sucumbiu ao desgaste dos freios e abandonou ao atingir a barreira de proteção após 61 voltas, porém sem maiores consequências.
Nelson Piquet herdou a liderança à frente dos carros da Ferrari sendo que nas onze voltas seguintes Alain Prost esteve na frente de Nigel Mansell, mas os pneus novos do britânico, aliados ao desgaste mecânico do carro de Prost, permitiram que o "leão" ultrapassasse seu companheiro de equipe na volta 73 e abriu vantagem finalizando a prova trinta e quatro segundos adiante do francês. Disposto a vencer em sua despedida da Casa de Maranello, Mansell forçou o ritmo graças a um motor mais potente e aproximou-se de Piquet enquanto o brasileiro lidava com o tráfego dos retardatários. Alheio aos problemas da Benetton, Nigel Mansell reduziu drasticamente a diferença em favor de Nelson Piquet a ponto de induzir o tricampeão ao erro, pois "ele entrou forte demais na curva que antecede a grande reta e só encontrou caminho passando por cima da zebra" a quatro voltas de encerrar a corrida.
Valendo-se de reflexos que só a experiência traz, Nelson Piquet manteve-se na pista, mas o esforço permitiu a aproximação de Nigel Mansell e o britânico não estava disposto a ceder. Seu último ataque para chegar à vitória ocorreu quando ele e Piquet aproximaram-se da Brabham do retardatário Stefano Modena; neste instante Mansell aproveitou o vácuo proporcionado pelo carro do italiano para tomar a liderança no momento da freada, mas por estar no lado interno da curva, o ferrarista não pôde executar a manobra expondo-se ao contra-ataque da Benetton onde Piquet manteve inalterada sua trajetória e ultrapassou Mansell sob uma distância milimétrica forçando o britânico a frear para evitar um acidente, manobra da qual o "leão" não se queixou ao final da renhida porfia. Livre de seu implacável perseguidor, Piquet abriu três segundos de vantagem e venceu a corrida com Mansell em segundo e Prost em terceiro enquanto Gerhard Berger levou sua McLaren ao quarto lugar na frente de Thierry Boutsen, ora despedindo-se da Williams, sendo que o time de Grove garantiu também o sexto lugar com Riccardo Patrese.
Primeiro brasileiro a vencer uma corrida de Fórmula 1 na Austrália, Nelson Piquet encerrou o campeonato de 1990 em terceiro lugar com 43 pontos e duas vitórias enquanto Ayrton Senna chegou ao título com 78 pontos contra 71 de Alain Prost. Aliás, Piquet não conseguia duas vitórias consecutivas desde seu tricampeonato em 1987 quando triunfou na Alemanha e na Hungria.

## Classificação

### Treinos oficiais
| Pos.    | Nº | Piloto             | Construtor        | Q1       | Q2       | Dif.    |
| ------- | -- | ------------------ | ----------------- | -------- | -------- | ------- |
| 1       | 27 | Ayrton Senna       | McLaren-Honda     | 1:15.671 | 1:15.692 | —       |
| 2       | 28 | Gerhard Berger     | McLaren-Honda     | 1:17.431 | 1:16.244 | + 0.573 |
| 3       | 2  | Nigel Mansell      | Ferrari           | 1:17.294 | 1:16.352 | + 0.681 |
| 4       | 1  | Alain Prost        | Ferrari           | 1:16.365 | 1:17.021 | + 0.694 |
| 5       | 4  | Jean Alesi         | Tyrrell-Ford      | 1:16.837 | 1:17.246 | + 1.166 |
| 6       | 6  | Riccardo Patrese   | Williams-Renault  | 1:17.156 | 1:17.449 | + 1.485 |
| 7       | 20 | Nelson Piquet      | Benetton-Ford     | 1:17.640 | 1:17.173 | + 1.502 |
| 8       | 19 | Roberto Moreno     | Benetton-Ford     | 1:17.437 | 1:18.089 | + 1.766 |
| 9       | 5  | Thierry Boutsen    | Williams-Renault  | 1:17.596 | 1:18.112 | + 1.925 |
| 10      | 23 | Pierluigi Martini  | Minardi-Ford      | 1:18.235 | 1:17.827 | + 2.156 |
| 11      | 11 | Derek Warwick      | Lotus-Lamborghini | 1:19.579 | 1:18.351 | + 2.680 |
| 12      | 25 | Nicola Larini      | Ligier-Ford       | 1:19.567 | 1:18.730 | + 3.059 |
| 13      | 3  | Satoru Nakajima    | Tyrrell-Ford      | 1:18.738 | 1:19.066 | + 3.067 |
| 14      | 16 | Ivan Capelli       | Leyton House-Judd | 1:19.341 | 1:18.843 | + 3.172 |
| 15      | 22 | Andrea de Cesaris  | Dallara-Ford      | 1:19.107 | 1:18.858 | + 3.187 |
| 16      | 15 | Maurício Gugelmin  | Leyton House-Judd | 1:19.804 | 1:18.860 | + 3.189 |
| 17      | 8  | Stefano Modena     | Brabham-Judd      | 1:19.861 | 1:18.886 | + 3.215 |
| 18      | 12 | Johnny Herbert     | Lotus-Lamborghini | 1:19.091 | 1:19.185 | + 3.420 |
| 19      | 26 | Philippe Alliot    | Ligier-Ford       | 1:19.202 | 1:19.835 | + 3.531 |
| 20      | 24 | Gianni Morbidelli  | Minardi-Ford      | 1:19.408 | 1:19.347 | + 3.676 |
| 21      | 21 | Emanuele Pirro     | Dallara-Ford      | 1:19.476 | 1:19.609 | + 3.805 |
| 22      | 14 | Olivier Grouillard | Osella-Ford       | 1:21.047 | 1:19.722 | + 4.051 |
| 23      | 29 | Éric Bernard       | Lola-Lamborghini  | 1:21.489 | 1:19.858 | + 4.187 |
| 24      | 30 | Aguri Suzuki       | Lola-Lamborghini  | 1:19.970 | 1:20.235 | + 4.299 |
| 25      | 7  | David Brabham      | Brabham-Judd      | 1:20.846 | 1:20.218 | + 4.547 |
| 26      | 17 | Gabriele Tarquini  | AGS-Ford          | 1:21.222 | 1:20.296 | + 4.625 |
| DNQ     | 9  | Michele Alboreto   | Arrows-Ford       | 1:20.630 | 1:20.545 | + 4.874 |
| DNQ     | 18 | Yannick Dalmas     | AGS-Ford          | 1:21.342 | 1:20.570 | + 4.899 |
| DNQ     | 10 | Alex Caffi         | Arrows-Ford       | 1:21.101 | 1:21.609 | + 4.938 |
| DNQ     | 31 | Bertrand Gachot    | Coloni-Ford       | 1:23.135 | 1:23.975 | + 6.464 |
| Fontes: |    |                    |                   |          |          |         |

### Corrida
| Pos.    | Nº | Piloto             | Construtor        | Voltas          | Tempo/Diferença | Grid            | Pontos          |
| ------- | -- | ------------------ | ----------------- | --------------- | --------------- | --------------- | --------------- |
| 1       | 20 | Nelson Piquet      | Benetton-Ford     | 81              | 1:49:44.570     | 7               | 9               |
| 2       | 2  | Nigel Mansell      | Ferrari           | 81              | + 3.129         | 3               | 6               |
| 3       | 1  | Alain Prost        | Ferrari           | 81              | + 37.259        | 4               | 4               |
| 4       | 28 | Gerhard Berger     | McLaren-Honda     | 81              | + 46.862        | 2               | 3               |
| 5       | 5  | Thierry Boutsen    | Williams-Renault  | 81              | + 1:51.160      | 9               | 2               |
| 6       | 6  | Riccardo Patrese   | Williams-Renault  | 80              | + 1 volta       | 6               | 1               |
| 7       | 19 | Roberto Moreno     | Benetton-Ford     | 80              | + 1 volta       | 8               |                 |
| 8       | 4  | Jean Alesi         | Tyrrell-Ford      | 80              | + 1 volta       | 5               |                 |
| 9       | 23 | Pierluigi Martini  | Minardi-Ford      | 79              | + 2 voltas      | 10              |                 |
| 10      | 25 | Nicola Larini      | Ligier-Ford       | 79              | + 2 voltas      | 12              |                 |
| 11      | 26 | Philippe Alliot    | Ligier-Ford       | 78              | + 3 voltas      | 19              |                 |
| 12      | 8  | Stefano Modena     | Brabham-Judd      | 77              | + 4 voltas      | 17              |                 |
| 13      | 14 | Olivier Grouillard | Osella-Ford       | 74              | + 7 voltas      | 22              |                 |
| Ret     | 21 | Emanuele Pirro     | Dallara-Ford      | 68              | Motor           | 21              |                 |
| Ret     | 27 | Ayrton Senna       | McLaren-Honda     | 61              | Rodada          | 1               |                 |
| Ret     | 17 | Gabriele Tarquini  | AGS-Ford          | 58              | Motor           | 26              |                 |
| Ret     | 12 | Johnny Herbert     | Lotus-Lamborghini | 57              | Embreagem       | 18              |                 |
| Ret     | 3  | Satoru Nakajima    | Tyrrell-Ford      | 53              | Rodada          | 13              |                 |
| Ret     | 16 | Ivan Capelli       | Leyton House-Judd | 46              | Acelerador      | 14              |                 |
| Ret     | 11 | Derek Warwick      | Lotus-Lamborghini | 43              | Câmbio          | 11              |                 |
| Ret     | 15 | Mauricio Gugelmin  | Leyton House-Judd | 27              | Freios          | 16              |                 |
| Ret     | 22 | Andrea de Cesaris  | Dallara-Ford      | 23              | Pane elétrica   | 15              |                 |
| Ret     | 29 | Eric Bernard       | Lola-Lamborghini  | 21              | Câmbio          | 23              |                 |
| Ret     | 24 | Gianni Morbidelli  | Minardi-Ford      | 20              | Câmbio          | 20              |                 |
| Ret     | 7  | David Brabham      | Brabham-Judd      | 18              | Rodada          | 25              |                 |
| Ret     | 30 | Aguri Suzuki       | Lola-Lamborghini  | 6               | Transmissão     | 24              |                 |
| DNQ     | 9  | Michele Alboreto   | Arrows-Ford       | Não qualificado | Não qualificado | Não qualificado | Não qualificado |
| DNQ     | 18 | Yannick Dalmas     | AGS-Ford          | Não qualificado | Não qualificado | Não qualificado | Não qualificado |
| DNQ     | 10 | Alex Caffi         | Arrows-Ford       | Não qualificado | Não qualificado | Não qualificado | Não qualificado |
| DNQ     | 31 | Bertrand Gachot    | Coloni-Ford       | Não qualificado | Não qualificado | Não qualificado | Não qualificado |
| Fontes: |    |                    |                   |                 |                 |                 |                 |

## Tabela do campeonato após a corrida
| Pos.    | Piloto         | Pontos |
| ------- | -------------- | ------ |
| 1       | Ayrton Senna   | 78     |
| 2       | Alain Prost    | 71     |
| 3       | Nelson Piquet  | 43     |
| 4       | Gerhard Berger | 43     |
| 5       | Nigel Mansell  | 37     |
| Fontes: |                |        |

| Pos.    | Construtor       | Pontos |
| ------- | ---------------- | ------ |
| 1       | McLaren-Honda    | 121    |
| 2       | Ferrari          | 110    |
| 3       | Benetton-Ford    | 71     |
| 4       | Williams-Renault | 57     |
| 5       | Tyrrell-Honda    | 16     |
| Fontes: |                  |        |

- Nota: Somente as primeiras cinco posições estão listadas e os campeões da temporada surgem grafados em negrito. Entre 1981 e 1990 cada piloto podia computar onze resultados válidos por temporada não havendo descartes no mundial de construtores.